# Xã Badger, Quận Kingsbury, South Dakota
Xã Badger (tiếng Anh: Badger Township) là một xã thuộc quận Kingsbury, tiểu bang Nam Dakota, Hoa Kỳ. Năm 2010, dân số của xã này là 199 người.